# Torba (Türkei)

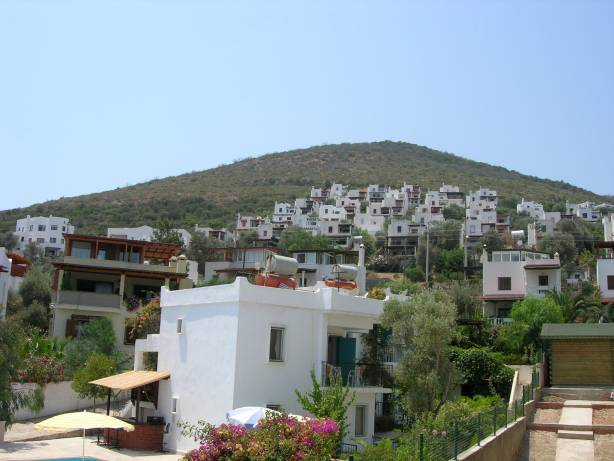
Häuser in Torba

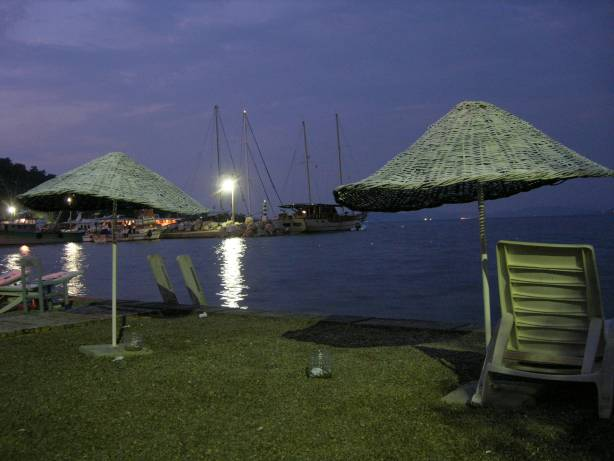
Strand von Torba

Torba ist eine zur Gemeinde Bodrum gehörende Siedlung in der Provinz Muğla, Türkei.
Die Ortschaft liegt ungefähr sechs Kilometer nördlich von Bodrum an der Nordküste der Halbinsel Bodrum in einem Tal von Olivenhainen und – soweit nicht durch Feuer vernichtet – Pinienwäldern. Torba erinnert in nichts an die Geschäftigkeit der nahen Stadt Bodrum. Außer den Fischen der Gegend finden sich auch Meeresschildkröten und die rare Mittelmeer-Mönchsrobbe. Die Gegend um Torba wird allmählich von großen Hotels und Resorts zersiedelt.